# Diamond Peak (Südgeorgien)
Der Diamond Peak (englisch für Diamantspitze) ist ein 610 m hoher Berg an der Nordküste von Südgeorgien. Er ragt westlich des Jason Harbour an der Nordseite der Cumberland West Bay auf.
Wissenschaftler der britischen Discovery Investigations, die ihn auch deskriptiv benannten, kartierten ihn im Zeitraum zwischen 1925 und 1929.